# Takasago (Nō)

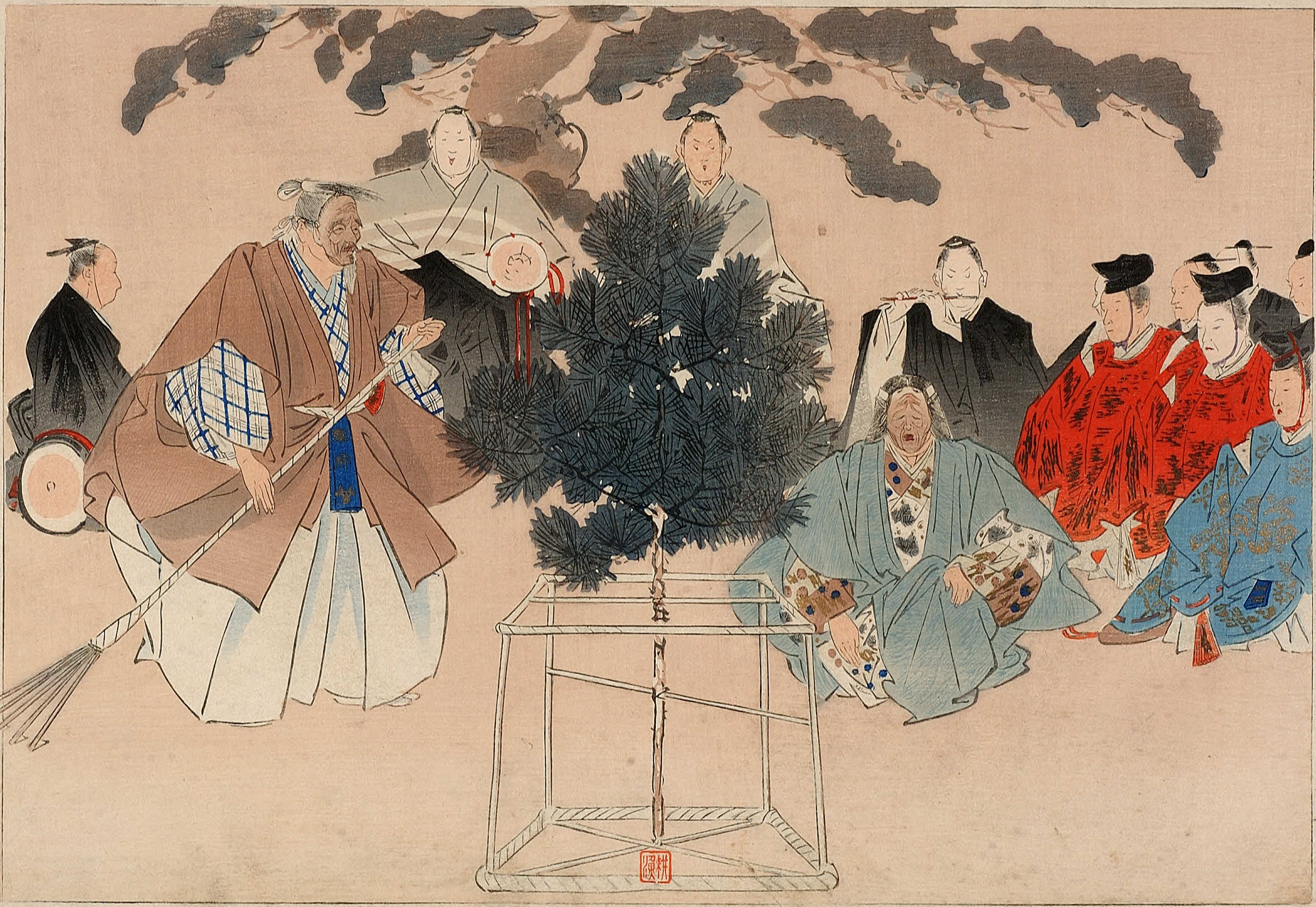
Szene aus Takasago

Takasago (japanisch 高砂), ein Ortsname, ist der Titel eines Nō-Dramas von Seami. Frühere Titel waren Ai-oi (相生) bzw. Aioi-matsu (相生松), also „miteinander sprießende Föhren“. Das Stück ist im Rahmen der Nō-Kategorie ein Erstspiel.

## Vorbemerkung
Es treten folgende Personen auf:
- Waki: Priester Tomonari
- Shite I: Alter Mann
- Shitezure I: Alte Frau
- Shite II: Gottheit von Sumiyoshi

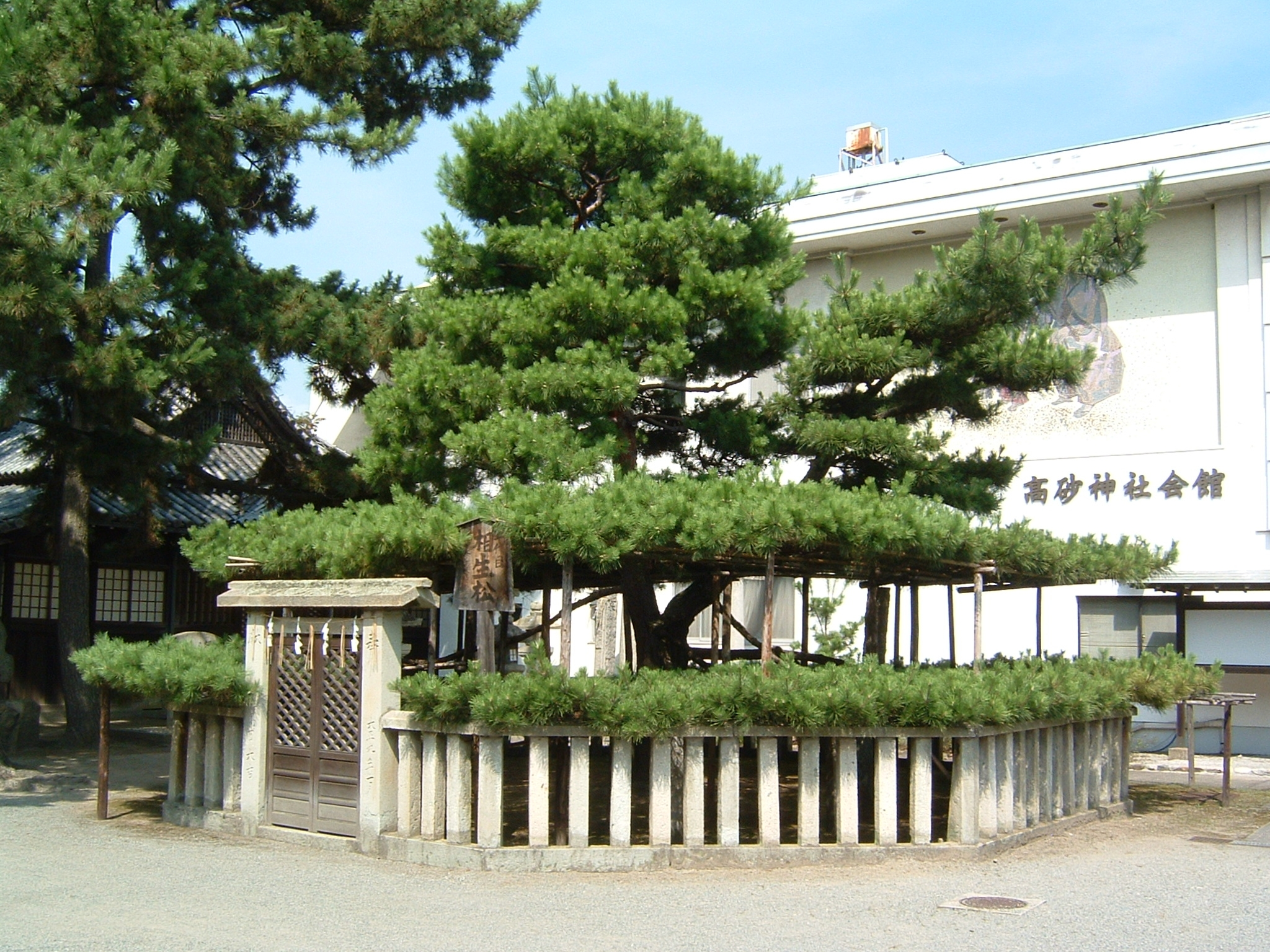
Föhren am Takasago-Schrein

- Shitezure II: Gottheit von Takasago

## Handlung
1. Akt
  1. Vorspiel: Priester Tomonari vom Aso-Schrein in Kyūshū ist auf dem Weg zur Hauptstadt. Chor. Namens-, Weg- und Ankunftsnennung.
  2. Ein alter Mann und seine alte Frau preisen auf die Frage des Priesters die Schönheit des Strandes und der Bäume.
  3. Der Priester: „Man sagt, dass die Kiefern von Takasago und Sumiyoshi bei einander wachsen, aber sie stehen doch in ganz verschiedenen Provinzen.“ Die beiden Alten antworten, er sei zwar aus Sumiyoshi und sie von hier, aber was macht schon die große Entfernung, wenn man einander liebt.
  4. Der Priester fragt weiter. Die beiden antworten, sie seien eins, wie der Herrscher mit seinem Volk, wie die Oberen mit den Unteren. – Die beiden Alten entfernen sich. Zwischenspiel. – „Dies waren nicht einfache Menschen, Tagasago- und Sumiyoshi-Gottheit selbst waren da, Mann und Frau! Ihr Geist lebt in den Lebensbäumen.“

1. Akt
  1. Der Priester hat sich mit dem Schiff nach Sumiyoshi begeben. Wartegesang des Priesters. Es erscheint der Sumiyoshi-Gott und segnet Fürst und Land: „Viele Jahre sind vergangen, seit ich am Sumiyoshi-Strand die Sonnenmais-Föhre (Himematsu) sah; damals war ich hoch im Jahren.“[A 1] „Immer segnete mein Flehen den Herrscher; seit alten Zeiten bin ich dem Herrscher verbunden. Ewig, wie die Lebensbäume miteinander sprießen, Mann und Frau, Grundeinheit unseres Reiches.“
  2. Reigentanz. Der Tanz-Hime heller Sang widerhallend auf den Wellen, wahrhaft ist wie „blaue Meeres-Wellen“.